# Protocolo de Lisboa
O Protocolo de Lisboa ao Tratado de Redução de Armas Estratégicas de 1991 foi um acordo internacional assinado por representantes da Rússia, Bielorrússia (Belarus), Ucrânia e Cazaquistão que reconheceu os quatro estados como legítimos sucessores da União das Repúblicas Socialistas Soviéticas e em que todos assumiram as obrigações da União Soviética em relação ao tratado START I. O protocolo foi assinado em Lisboa, Portugal, em 23 de maio de 1992.

## Contexto
Quando a União Soviética foi dissolvida a 26 de dezembro de 1991, o representante russo já havia assumido a antiga representação soviética na sede da ONU em 25 de dezembro de 1991. Uma das questões era o destino das suas armas nucleares. A maioria encontrava-se no território da Rússia, mas algumas estavam-se nos territórios da Bielorrússia (Belarus), Ucrânia e Cazaquistão. Em julho de 1991, a União Soviética assinou o tratado de desarmamento nuclear START I.
A assinatura do Protocolo ocorreu durante o processo em curso de reorganização da antiga União Soviética em Comunidade dos Estados Independentes (CEI) e de criação das Forças Armadas Conjuntas da CEI após a assinatura da Declaração de Alma-Ata no final de 1991.

## Protocolo

### Artigo I
A República da Bielorrússia (Belarus), a República do Cazaquistão, a Federação Russa e a Ucrânia, como estados sucessores da antiga União das Repúblicas Socialistas Soviéticas em ligação com o Tratado, assumirão as obrigações da antiga União das Repúblicas Socialistas Soviéticas sob o Tratado.

### Artigo II
A República da Bielorrússia (Belarus), a República do Cazaquistão, a Federação Russa e a Ucrânia deverão fazer os acordos entre si necessários para implementar os limites e as restrições do Tratado; permitir o funcionamento das disposições de verificação do Tratado de forma igual e consistente em todo o território da República da Bielorrússia (Belarus), República do Cazaquistão, Federação Russa e Ucrânia; e alocar os custos.

### Artigo III
1. Para as finalidades de implementação do Tratado, a expressão "União das Repúblicas Socialistas Soviéticas" deve ser interpretada como a República da Bielorrússia (Belarus), a República do Cazaquistão, a Federação Russa e a Ucrânia.[2]
2. Para fins de implementação do Tratado, a expressão "território nacional", quando usada no Tratado para se referir à União das Repúblicas Socialistas Soviéticas, deve ser interpretada como significando os territórios nacionais combinados da República da Bielorrússia (Belarus), da República do Cazaquistão, da Federação Russa e da Ucrânia.[2]
3. Para inspeções e atividades de monitorização contínua no território da República da Bielorrússia (Belarus), da República do Cazaquistão, da Federação Russa ou da Ucrânia, esse estado deve fornecer comunicações sobre o local da inspeção ou local da monitorização contínua para a Embaixada dos Estados Unidos na sua respetiva capital.[2]
4. Para fins de implementação do Tratado, a embaixada da Parte Inspetora referida na Seção XVI do Protocolo sobre Inspeções e Atividades de Monitorização Contínua Relativo ao Tratado entre os Estados Unidos da América e a União das Repúblicas Socialistas Soviéticas sobre a Redução e Limitação de Armas Ofensivas deve ser interpretada como a embaixada do respetivo estado em Washington ou a embaixada dos Estados Unidos da América na respectiva capital.[2]
5. As línguas de trabalho para as atividades do Tratado serão o inglês e o russo.[2]

### Artigo IV
Representantes da República da Bielorrússia (Belarus), República do Cazaquistão, Federação Russa e Ucrânia participarão da Comissão Conjunta de Conformidade e Inspeção numa base a ser elaborada de acordo com o Artigo I deste Protocolo.

### Artigo V
A República da Bielorrússia (Belarus), a República do Cazaquistão e a Ucrânia aderirão ao Tratado de Não Proliferação de Armas Nucleares de 1 de julho de 1968 como Estados Partes sem armas nucleares no menor espaço de tempo possível e começarão imediatamente a tomar todas as medidas necessárias para esta finalidade de acordo com as suas práticas constitucionais.

### Artigo VI
1. Cada Parte ratificará o Tratado juntamente com o presente Protocolo de acordo com os seus próprios procedimentos constitucionais. A República da Bielorrússia (Belarus), a República do Cazaquistão, a Federação Russa e a Ucrânia trocarão instrumentos de ratificação com os Estados Unidos da América. O Tratado entrará em vigor na data da troca final dos instrumentos de ratificação.[2]
2. O presente Protocolo será parte integrante do Tratado e permanecerá em vigor durante toda a vigência do Tratado.[2]

### Assinatura do protocolo
Feito em Lisboa, em 23 de maio de 1992, em cinco exemplares, cada um nas línguas bielorrussa, inglesa, cazaque, russa e ucraniana, sendo todos os textos igualmente autênticos.
- Pela República da Bielorrússia: P. Kravchanka
- Pela República do Cazaquistão: T. Zhukeyev
- Pela Federação Russa: A. Kozyrev
- Pela Ucrânia: A. Zlenko
- Pelos Estados Unidos da América: James A. Baker, III

## Implementação
Embora a Bielorrússia (Belarus), a Ucrânia e o Cazaquistão tenham assinado o protocolo em maio de 1992, cada estado teve que ratificar e implementar tanto o Protocolo quanto o Tratado. Na Bielorrússia (Belarus) e na Ucrânia, houve alguma resistência em desistir das armas nucleares. No entanto, em 5 de dezembro de 1994, todos os signatários do Protocolo de Lisboa trocaram os instrumentos de ratificação e o acordo entrou em vigor.
A Rússia também foi capaz de ratificar o START I como o estado sucessor da União Soviética.
O governo do Cazaquistão estava mais interessado em concentrar os seus recursos no desenvolvimento do país do que na manutenção de um arsenal nuclear. Em troca de garantias de segurança, ajuda militar e assistência financeira e compensação dos Estados Unidos e da Rússia, o Cazaquistão entregou todas as armas nucleares à Rússia em maio de 1995. Tanto a Bielorrússia (Belarus) quanto a Ucrânia resistiram à implementação total do protocolo durante a década de 1990, desejando manter uma força de dissuasão nuclear ou uma moeda de troca diplomática. No entanto, a Bielorrússia (Belarus) como dependia economicamente da Rússia acabou por cumprir o seu acordo para transferir todas as armas nucleares para a Rússia. Tal como o Cazaquistão, a Ucrânia acabou por concordar em entregar as suas armas nucleares em troca de garantias de segurança, ajuda militar, assistência financeira e compensação dos Estados Unidos e da Rússia. A implementação do Protocolo de Lisboa foi concluída quando a Bielorrússia e a Ucrânia entregaram as suas armas nucleares à Rússia no final de 1996.

### Ucrânia
Durante a assinatura do protocolo, a Ucrânia estava preocupada com os numerosos conflitos armados que ocorriam em todo o território da antiga União Soviética, recentemente dissolvida, sob o pretexto de conflitos interétnicos locais, como a Guerra da Ossétia do Sul de 1991-1992, a Guerra da Transnístria e outros. Também em 11 de janeiro de 1992, as negociações entre a Ucrânia e a Federação Russa sobre a Frota do Mar Negro fracassaram e, simultaneamente, as comissões parlamentares russas iniciaram a revisão dos fundamentos legais do Ukase (decreto) do Presidium do Soviete Supremo Soviético de 1954 sobre a transferência da Crimeia para a Ucrânia.
Dentro do Tratado de Redução de Armas Estratégicas que foi assinado entre os Estados Unidos e a União Soviética, a Ucrânia foi reconhecida como um dos legítimos sucessores da União Soviética. De acordo com o Artigo V do Protocolo, a Ucrânia teve que assumir o compromisso de aderir ao Tratado de Não Proliferação de Armas Nucleares como país participante que não possui armas nucleares. Embora não houvesse um prazo específico, o documento estipulava a ratificação do tratado no menor espaço de tempo possível. O Protocolo de Lisboa previa que a Ucrânia em igualdade de condições com todas as suas partes, incluindo os Estados Unidos, se tornasse participante do Tratado de Redução de Armas Estratégicas e que deveria ratificá-lo. Após a dissolução da União Soviética, no território da Ucrânia encontrava-se 17% do arsenal nuclear soviético.
Mesmo antes de assinar o Protocolo de Lisboa, a Ucrânia fez várias declarações oficiais sobre a sua intenção de se tornar um estado livre de armas nucleares, entre as quais a Declaração de Soberania Estatal da Ucrânia (Artigo IX) bem como em separado a Lei da Ucrânia. Após a assinatura do protocolo, a 1 de outubro de 1992, o Presidente Leonid Kravchuk declarou na 46.ª Assembleia Geral da ONU a intenção da Ucrânia de adquirir o estatuto de estado não nuclear.
A 18 de novembro de 1993, a Verkhovna Rada (Parlamento Ucraniano) ratificou tanto o Tratado START I como o Protocolo na sua declaração parlamentar adotada em sessão à porta fechada, onde também foram apresentadas as condições sob as quais a Ucrânia poderia aderir ao Tratado de Não Proliferação, bem como uma lista de questões que deveriam ser objeto de futuras negociações. Após as negociações entre a Rússia, a Ucrânia e os Estados Unidos, em 14 de janeiro de 1994, foi assinada a Declaração Trilateral dos presidentes da Rússia, Estados Unidos e Ucrânia, que constituiu um guião para a implementação do tratado START. Imediatamente antes das negociações trilaterais, a conformidade processual dentro do Tratado de Redução de Armas Estratégicas foi ainda proscrita em tratados bilaterais Rússia-Ucrânia (mais conhecidos como Acordos de Massandra).